# Església de la Mare de Déu de Vale
L'església de la Mare de Déu de Vale (en georgià: ვალეს ღვთისმშობლის ეკლესია) és un edifici medieval de l'Església ortodoxa georgiana situat a la ciutat de Vale, a la regió de Samtsje-Yavajeti, al sud de Geòrgia, construït en honor de la Mare de Déu.
Al 2006, l'església va rebre la categoria de Monument Cultural destacat de Geòrgia, de conformitat amb el decret del president de Geòrgia.

## Història
L'edifici existent és un monument del segle xvi, una basílica de tres naus, resultat del remodelatge d'una església anterior amb cúpula de finals del segle x, de la qual sobreviuen parts de decoracions luxoses com ara escultures en relleu de laics, clergues i sants eqüestres, així com les cornises i els marcs de les finestres. Un campanar al sostre és un afegit dels segles XVIII o XIX. Una inscripció georgiana del segle xvi en escriptura asomtavruli revela que l'església va ser construïda novament per Dedisimedi, princesa consort del Principat de Samtskhé.

## Descripció exterior

### Façana oriental
La part superior de l'ala dreta ha estat reparada a la façana oriental i les finestres són una mica més amples que d'altres de l'edifici. Les tres tenen una decoració interessant: a la part superior de les finestres hi ha creus en relleu i ornamentació, i damunt la finestra principal hi ha figures en relleu de tres personatges també en relleu, la figura central n'és la Mare amb l'Infant, a l'esquerra hi ha una dona que està orant, a la dreta l'arcàngel Gabriel.

### Façana occidental
La part superior de la façana occidental, amb finestres, està remodelada, però l'entrada continua sent l'antiga. La seva rica decoració és un gran exemple de l'art del segle X: a la part superior de l'entrada n'hi ha una enorme pedra rectangular amb un relleu amb dos genets encarats un a l'altre, probablement, sant Jordi i sant Demetri. Sobre aquesta pedra estan els arcs concèntrics d'ornament del marc comú de l'entrada: un arc tallat sobre els pilars de la paret. Totes aquestes intricades i variades decoracions, en la seva forma vulgar, entrellaçades amb peces individuals, amb l'opció de decoració i escultura, van ser magistralment dissenyades pels arquitectes.

### Façana sud
L'entrada sud és més ampla que la de l'oest i era l'entrada principal. Al timpà també figura un gran relleu amb la representació de Crist, a l'esquerra, sembla un constructor d'esglésies amb un model d'església. A més a més, a les cantonades hi ha petites figures dels apòstols Pere i Pau. Tota la part esquerra del timpà està gravada amb grafit. També de la inscripció a la dreta únicament es pot identificar lletres i paraules individuals, però no tota la frase.

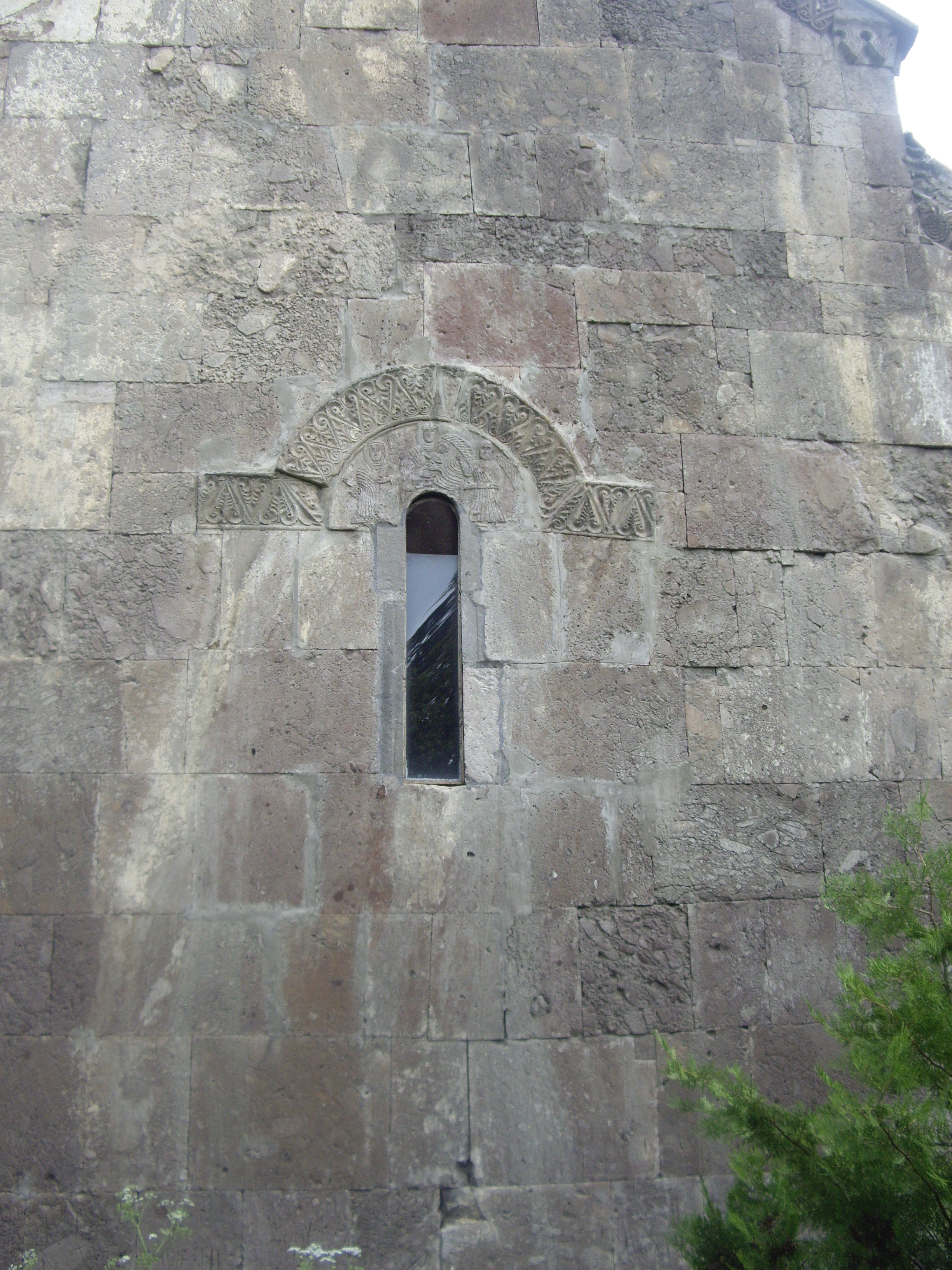
Façana oriental, la figura central n'és la Mare amb l'Infant
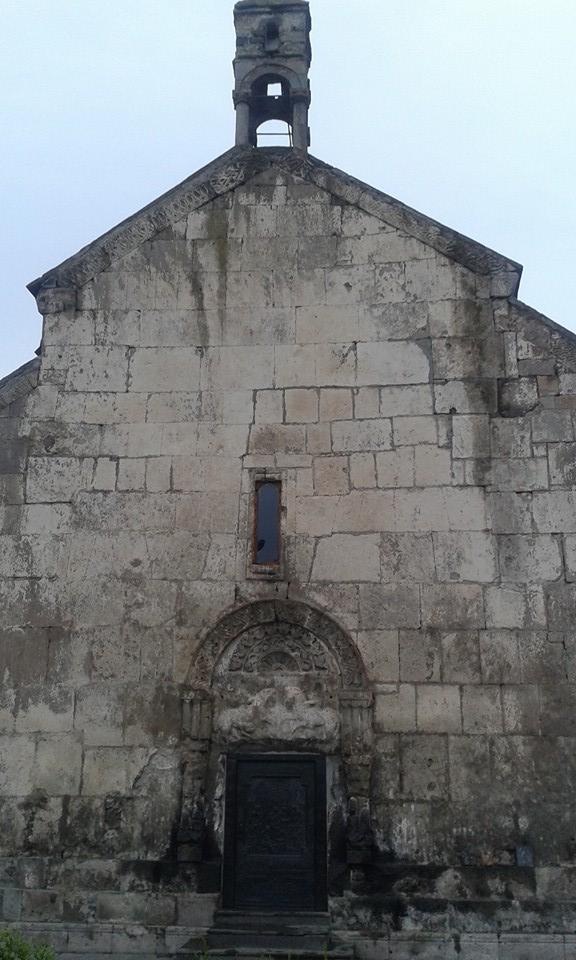
Façana occidental, amb sant Jordi i sant Dimitri
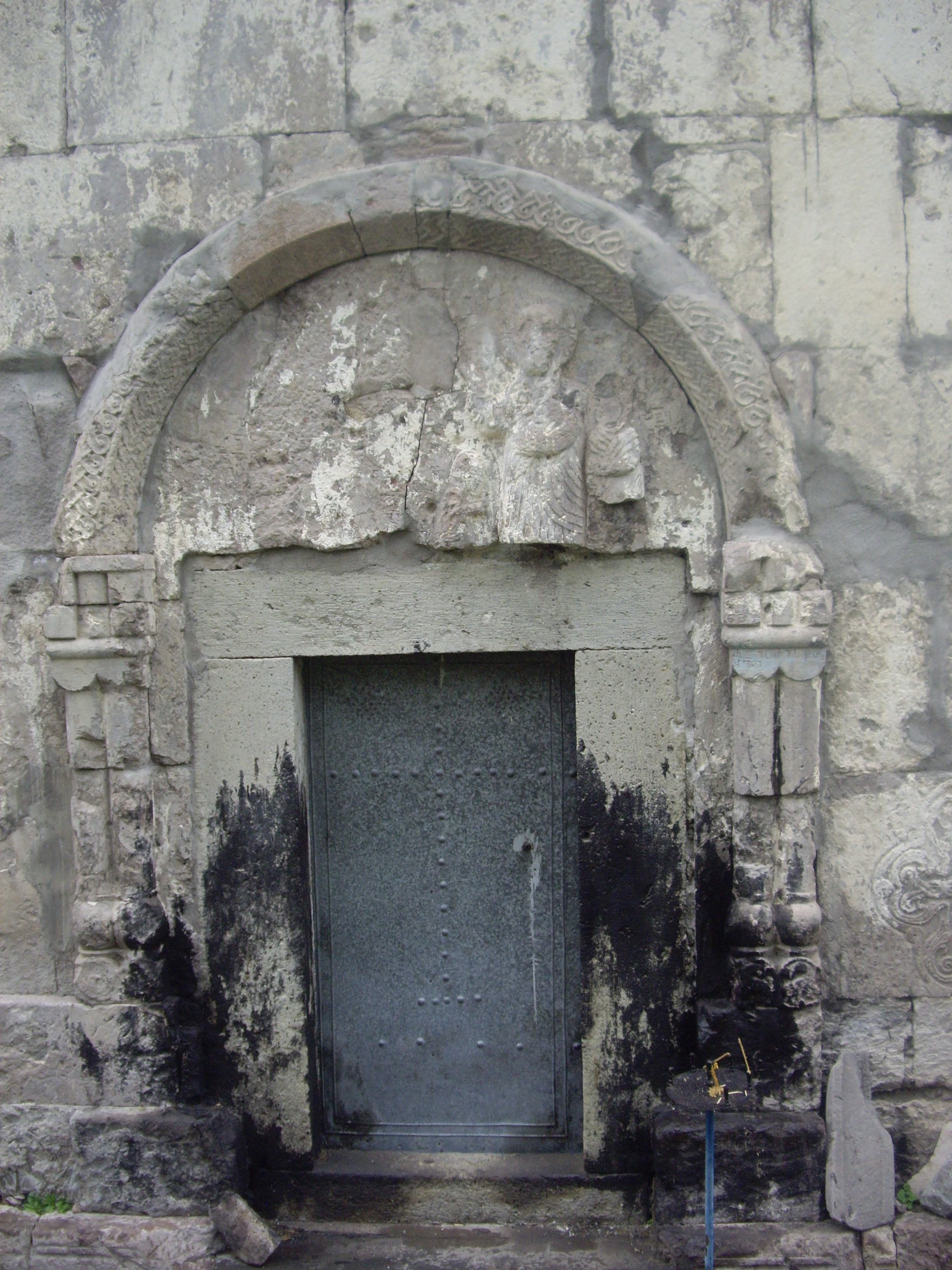
Porta sud amb la imatge de Crist